# Viaggia, ragazza, viaggia, hai la musica nelle vene
Pour plus de détails, voir Fiche technique et Distribution.
Viaggia, ragazza, viaggia, hai la musica nelle vene est un film dramatique italien réalisé par Pasquale Squitieri, sorti en 1973.

## Synopsis
Le film raconte une histoire d'amour qui se termine après 16 ans de mariage par une fuite du mari dans la nature. Sa femme part à sa recherche, mais au lieu de le trouver, elle se livre à diverses perversions et finit par se suicider. 

## Fiche technique
- Titre original italien : Viaggia, ragazza, viaggia, hai la musica nelle vene[1]
- Réalisateur : Pasquale Squitieri
- Scénario : Eugenio Bentivoglio
- Photographie : Fausto Zuccoli
- Montage : Mario Morra
- Musique : Manuel De Sica
- Décors : Armando Mancini
- Costumes : Leopoldo Mastelloni (it)
- Maquillage : Elisabetta Rossi
- Sociétés de production : Laser Film, Translux Productions International
- Pays de production :  Italie
- Langue originale : italien
- Format : Couleurs - Son mono - 35 mm
- Durée : 93 minutes
- Genre : Drame
- Dates de sortie :
  - Italie : octobre 1973 (Festival du film d'Olbia) ; 4 juin 1974 (Milan)

## Distribution
- Victoria Zinny : Silvia Fontaine
- Raymond Pellegrin : Giorgio Fontaine
- Dino Mele (it) : Carlo
- Leopoldo Trieste
- Vittorio De Sica
- Maria Antonietta Tenore
- Brigitte Skay
- Paola Dapino
- Giorgio Dolfin
- Bernard Faber
- Isabella Guidotti
- Roberto Lande
- Gastone Pescucci